# Chalcosyrphus femorata
Chalcosyrphus femorata är en tvåvingeart som först beskrevs av Carl von Linné 1758.  Chalcosyrphus femorata ingår i släktet mulmblomflugor, och familjen blomflugor.
Artens utbredningsområde är Sverige. Inga underarter finns listade i Catalogue of Life.